# Kopcie (gmina Suchożebry)
Kopcie – wieś w Polsce położona w województwie mazowieckim, w powiecie siedleckim, w gminie Suchożebry. Ma status sołectwa.
Wierni Kościoła rzymskokatolickiego należą do parafii św. Marii Magdaleny w Suchożebrach.
W latach 1975–1998 miejscowość należała administracyjnie do województwa siedleckiego.